# Ursula van Beckum

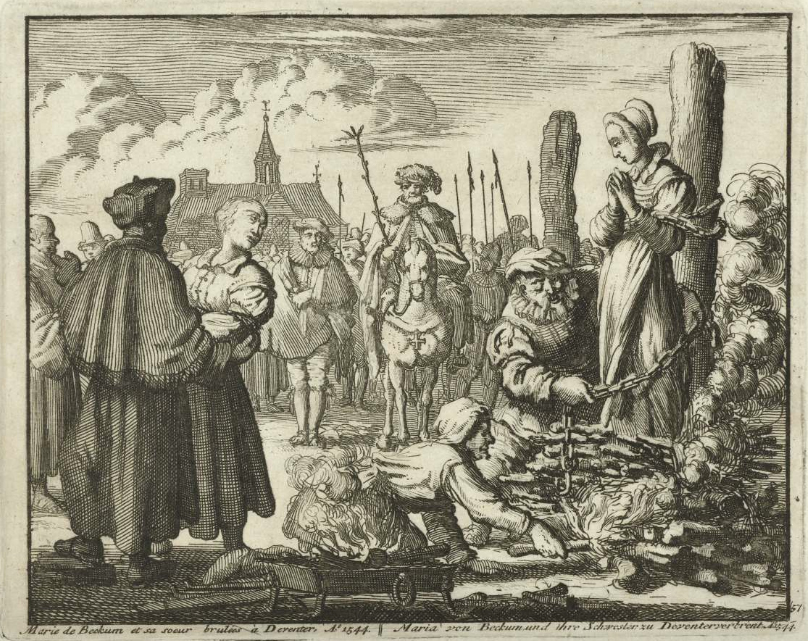
Ursula is de vrouw links op de afbeelding die wordt vastgehouden en toekijkt hoe haar schoonzus (rechts) op de brandstapel wordt geketend

Ursula van Beckum, geboortenaam von Werdum, (Werdum – Delden, 13 november 1544) was een adellijke dame. Zij werd op 13 november 1544 in Delden levend verbrand wegens ketterij.

## Biografie
Ursula was een dochter van Ulrich von Werdum en Armgard von Fikensolt. Zij trouwde op 12 juni 1538 met Johan van Beckum in Diepenheim, waar zij op de havezate Nijenhuis gingen wonen. Hun huwelijk bleef kinderloos. Ursula's familie was protestantgezind. Haar schoonzuster, Maria van Beckum, was gevlucht naar haar broer in Diepenheim vanwege haar doperse opvattingen. De drost van Twente, Goossen van Raesfelt de Oude, nam haar op 31 mei 1544 gevangen. Uit solidariteit met haar schoonzuster besloot Ursula met haar mee te gaan. Zij werden in Deventer verhoord door Maximiliaan van Egmont, stadhouder van Overijssel en ene ‘broeder Grouwel', waarschijnlijk de prior van het Dominicanenklooster in Zwolle, Bernard Gruwel. Uit het verhoor bleek hun 'ketterse' gezindheid. Zij toonden zich voorstander van de volwassenendoop en ontkenden de persoonlijke aanwezigheid van Christus in het sacrament van de eucharistie. Zowel Ursula als haar schoonzuster werden daarop ter dood veroordeeld. Verzoeken van de broers van Ursula om haar vrij te laten bleven zonder resultaat. De landvoogdes Maria van Hongarije maakte zich persoonlijk sterk om het vonnis van het gerecht van Deventer uit te laten voeren. Inmiddels waren Ursula en haar schoonzuster naar kasteel Twickel, de residentie van de drost van Twente, overgebracht. Op 13 november 1544 werden beide vrouwen in Delden levend verbrand. Hun lijken werden gedurende een maand, als afschrikwekkend voorbeeld, tentoongesteld.
Dit voorval werd in verschillende liederen beschreven waaronder Ein new Lied von zweien jungfrawen vom Adell zu Delden, dreu meil von Deventer vorbranth. Sinds die tijd lieten diverse schrijvers zich inspireren door de marteldood van beide zusters. Zo verschenen bijvoorbeeld in 1925 De joffers van Beckom door G.C. Hoogewerff en in 1969 Vuurdood in Twente: de geschiedenis van de dames van Beckum door D. Poort.